# Das Land der Blinden

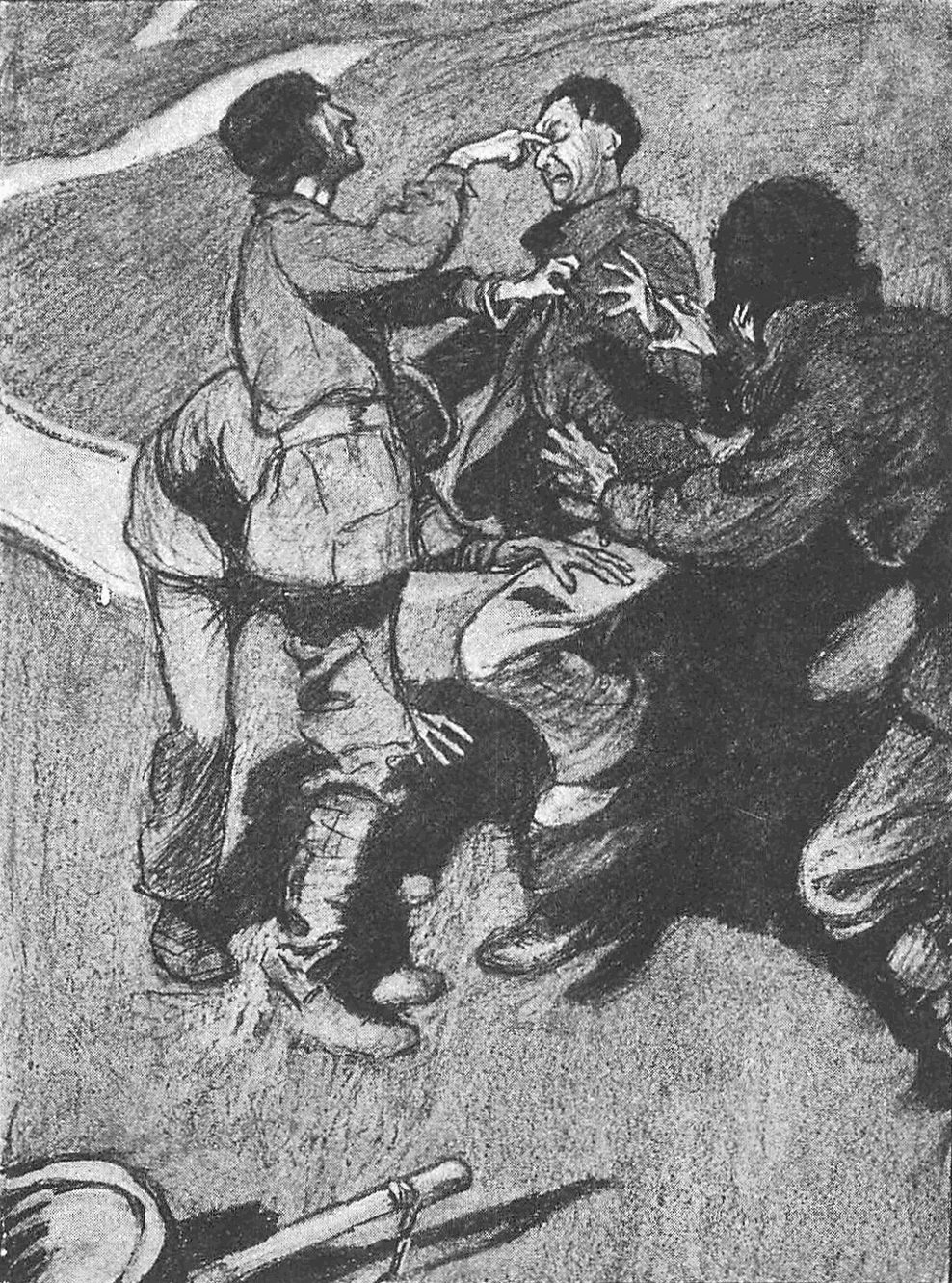
Ungewöhnliche „Schwellungen“ im Gesicht

Das Land der Blinden (englischer Originaltitel The Country of the Blind) ist eine Erzählung von H. G. Wells. Sie erschien zuerst 1904 in einer Ausgabe des Strand Magazine. Die erste Buchveröffentlichung folgte 1911 in dem Band The Country of the Blind and other Stories. 1939 wurde in einer weiteren Kurzgeschichtensammlung eine überarbeitete Fassung veröffentlicht.

## Inhalt
Der Bergsteiger Nunez stürzt in den Anden in ein ihm unbekanntes Tal. Nach und nach merkt er, dass es sich dabei um das legendäre „Land der Blinden“ handelt. Vor Jahrhunderten siedelten sich hier Menschen an, die kurze Zeit später durch ein Erdbeben von der Außenwelt abgeschnitten wurden. Nach und nach, wohl durch eine Krankheit, erblinden alle Bewohner, und auch die Kinder kommen alle blind und mit leeren Augenhöhlen zur Welt. Nunez betritt das Tal 14 Generationen, nachdem der letzte Sehende gestorben ist; jede Erinnerung an das Sehen und an die Außenwelt ist ausgelöscht. Nunez glaubt nun, sich zum Herrscher und Lehrmeister der Menschen machen zu können, scheitert aber, da die Bewohner durch ihre Erfahrung mit dem Leben im Tal und die extreme Schärfung der übrigen Sinne ihm mindestens ebenbürtig sind. Die Bewohner halten ihn für geistesgestört und zwingen ihn zu niedrigen Arbeiten, bis er „zugibt“, sich das Sehen nur eingebildet zu haben, und vorgibt das beschränkte Weltbild der Blinden zu übernehmen. Er verliebt sich in Medina-saroté, die Tochter seines Herrn, die Einwilligung zur Hochzeit wird aber verweigert. Einer der Dorfältesten, der Medizinmann, glaubt, den Grund für Nunez’ Verwirrung erkannt zu haben: Die ungewöhnlichen „Schwellungen“ in seinem Gesicht (seine Augen) reizen sein Gehirn, sodass er nicht zu klaren Gedanken fähig sei. Durch eine Entfernung der Augen könne er ein vollwertiges, gesundes Mitglied der Gemeinschaft werden und heiraten. Er willigt ein, entschließt sich aber dann zum Fluchtversuch über die Berge. Er erreicht den Höhenkamm und legt sich bei Einbruch der Nacht nieder, glücklich, dem Tal der Blinden entkommen zu sein. Damit endet die Geschichte. In der überarbeiteten Auflage von 1939 erkennt Nunez auf seiner Flucht einen das Tal bedrohenden Bergrutsch. Beim Versuch, die Bewohner des Tals vor der nahenden Katastrophe zu warnen, wird er erneut verspottet. Er kann sich und Medina-saroté während des Erdrutsches in Sicherheit bringen und das Tal verlassen.

## Charakterisierungen

### Nunez
Nunez wird als ein junger Mann beschrieben, der viel von der Welt gesehen hat und sich durch Mut, Ehrgeiz und Unternehmungslust auszeichnet. Es wird angedeutet, dass er größer und kräftiger gebaut ist als die Blinden. Sein Selbstbewusstsein kann sich, wenn es gekränkt wird, zur Arroganz steigern, wodurch er sich zu irrationalen Taten und sogar zu Gewalt hinreißen lässt. Jedoch ist er auch dann nicht skrupellos, sondern erkennt die Grenzen des Zivilisatorischen an. So hat er (zunächst) große Hemmungen, einen Blinden zu schlagen.

### Medina-saroté
Medina-saroté unterscheidet sich schon äußerlich entscheidend von allen anderen Blinden: Sie ist diejenige, die den Menschen außerhalb des Tals am ähnlichsten ist und entspricht dem Schönheitsideal der Blinden überhaupt nicht. Daher ist sie, wie Nunez, ein Außenseiter. Sie ist emotional und geistig offener, auch gegenüber Nunez’ Berichten über die Außenwelt. Allerdings ist auch sie entscheidend von ihrer Kultur und dem Alltag im Dorf geprägt: Sie respektiert die Entscheidungen ihres Vaters und der Ältesten und hinterfragt diese nicht. Beim entscheidenden Gespräch mit Nunez über die Möglichkeit einer Augenentfernung ist sie zögerlich. Einerseits vertraut sie dem Rat der Ältesten und möchte Nunez gern überreden, andererseits traut sie sich nicht, offen ihre Bitte zu äußern, sondern deutet sie nur an. Sie wirkt schüchtern, besonnen, aber auch passiv.

## Verhältnis der Geschlechter
Nunez und Medina-saroté repräsentieren das traditionelle Geschlechterbild der Zeit. Er vertritt das männliche Ideal von Mut und Entschlossenheit, sie ist sehr gefühlsbetont, zurückhaltend und überlässt die Entscheidung über die Operation voll und ganz Nunez. In gewisser Weise wechselt sie aus der Einflusssphäre des Vaters unmittelbar in die des Verlobten.
Außerdem ist auffällig, dass sie die einzige Frau in der Geschichte ist; selbst eine Mutter scheint sie nicht zu haben. Der Ältestenrat besteht nur aus Männern, und auch die Hirten und Bauern, die Nunez am Anfang finden und später zu fangen versuchen, sind Männer. Auch wenn das gesellschaftliche Leben nur skizzenhaft dargestellt ist, wird deutlich, dass Frauen darin keine Rolle spielen. Die Anbahnung der Hochzeit bestätigt dies: Nunez hält beim Vater um Medina-sarotés Hand an, dieser hat die Entscheidungsgewalt. Medina-saroté reagiert auf traditionell weibliche Weise: Es sind nicht Argumente oder gar Drohungen, die den Vater überzeugen, die Sache zu überdenken, sondern ihre Tränen.

## Stil
Der Erzähler macht den Leser zunächst mit der Legende um das Land der Blinden bekannt, und zwar in einem leicht mythisch-märchenhaften Ton. Dieser wechselt aber sofort in eine realistischere Darstellungsweise, wenn Nunez vorgestellt wird, also exakt beim Zeitsprung von der Vorgeschichte zur eigentlichen Handlung.
Die Naturbeschreibung tendiert zur Verklärung des Tals als locus amoenus, während das Dorf und die Menschen sachlicher beschrieben werden. Die Enge und Repression in der Gemeinschaft der Blinden wird durch die idyllische Schönheit der Natur, die diese nicht wahrnehmen können, kontrastiert und dadurch verstärkt.

## Erzählperspektive
Der Anfang der Geschichte wird von einem auktorialen Erzähler vermittelt, der auf das Geschehene aus einer späteren Zeit zurückblickt. Zunächst erfährt der Leser die Vorgeschichte, also die Legende vom sagenumwobenen Land der Blinden. Dann verengt sich der Fokus auf die Bergsteiger und den Tag des Sturzes. Immer noch spielt der Erzähler seinen Wissensvorsprung vor den Figuren aus. Dann jedoch bindet sich der Erzähler an die Eindrücke von Nunez; er ist die Fokalfigur, aus deren Sicht dem Leser das Tal beschrieben wird. Diese Welt ist Nunez und dem Leser gleichermaßen unbekannt, und beide müssen sie nun „gemeinsam“ erforschen. Im weiteren Verlauf der Geschichte wird nun zwischen auktorialem und personalem Erzählen gewechselt, wobei der Erzähler der Fokalfigur zwar oft sehr nahe kommt, aber nie völlig deckungsgleich mit ihr wird. Auch die Sprache passt sich nicht dem Stil der Figur an; der Erzähler verschwindet nie in dessen Rede- oder Gedankenstrom, sondern bleibt relativ neutral.

## Thematik
Wells entwirft in dieser Erzählung durch den Zusammenprall zweier Kulturen eine sehr komplexe soziale Problemlage. Nunez fühlt sich durch seine Sehkraft überlegen und glaubt daher, sich zum König machen zu können. Dahinter steckt dieselbe Denkweise wie hinter den kolonialen Bestrebungen der europäischen Nationen im frühen 20. Jahrhundert, welche hier kritisiert werden. Allerdings steht hier nicht einfach der aggressive Eroberer den hilflosen, „unzivilisierten“ Opfern gegenüber. Stattdessen entpuppt sich die heile Welt der Blinden als Ordnungsstaat mit totalitären Zügen. Jeder fügt sich in die Gesellschaft ein, der Ältestenrat bestimmt alles, und der Fremde wird als schwachsinnig angesehen und zu schwerer Arbeit gezwungen. Wells zeigt so, wie durch Unverständnis und Kulturchauvinismus Vorurteile und Feindbilder entstehen können. Diese Tendenz zu Intoleranz und Abgrenzung nach außen wird, da sie auch in der völlig isolierten Blindenkultur vorhanden ist, als kulturunabhängige menschliche Eigenschaft dargestellt.
Ein weiterer Fokus liegt auf der sozialen Integration Nunez’ in die blinde Gesellschaft. Sich deren Geboten, z. B. einem umgekehrten Tag-Nacht-Rhythmus, anzupassen und sich mit dem engen Talkessel ihrer „Welt“ zu begnügen, ist dem freiheitsliebenden, weltgewandten Mann zunächst nicht möglich. Also begehrt er auf und flieht. Erst nach dem Scheitern seiner Rebellion beugt er sich der Mehrheit und bekennt sich sogar zu dem beschränkten Weltbild der Blinden, als hätte seine Niederlage eine Art „Gehirnwäsche“ bewirkt. Wells veranschaulicht hier, wie in totalitären Staaten homogene Gesellschaften geformt werden: Soziale Integration ist ein primäres menschliches Bedürfnis; ihre Verweigerung ist die Strafe für das Äußern einer abweichenden Meinung. Nunez muss aber erkennen, dass trotz der Probleme, die soziales Leben mit sich bringt, der Mensch allein schutz- und hilflos ist.
Dieses eher pessimistische Menschenbild – gesellschaftlich angepasst und Fremdem gegenüber verständnislos – wird durch das Ende der Geschichte gebrochen. Nunez zeigt sich als bis in den Tod frei denkendes und handelndes Subjekt. Seine endgültige Flucht zeigt, dass trotz der sozialen Erniedrigung und der zwischenzeitlichen Einschränkung seiner Entscheidungsfreiheit durch die Liebe zu Medina-saroté ein unstillbarer Lebens- und Freiheitswille in ihm überlebt hat, der im Moment seiner drohenden Vernichtung sich zur größten Kraft aufbäumt.

## Verfilmung
Die Erzählung wurde 1976 von Pete Ariel unter dem Titel Das Land der Blinden oder Von einem der auszog verfilmt.

## Weitere Ausgaben
- Das Land der Blinden. Ausgewählte Erzählungen. Aus dem Englischen von Ursula Springer, mit Illustrationen von Tomi Ungerer. [Erstausgabe unter dem Titel Der gestohlene Bazillus 1969]. Diogenes, Zürich 1976 (= Diogenes Taschenbuch. [detebe] Band 67/v), ISBN 3-257-20274-1, S. 7–40.